# Đurđevik
Đurđevik (en cyrillique : Ђурђевик) est une localité de Bosnie-Herzégovine. Elle est située dans la municipalité de Živinice, dans le canton de Tuzla et dans la fédération de Bosnie-et-Herzégovine. Selon les premiers résultats du recensement bosnien de 2013, elle compte 3 319 habitants.

## Géographie
La localité est située au bord de la rivière Gostelja, un affluent de la Spreča.

## Démographie

### Évolution historique de la population dans la localité
| 1948 | 1953 | 1961  | 1971  | 1981  | 1991  | 2013  |
| ---- | ---- | ----- | ----- | ----- | ----- | ----- |
| -    | -    | 2 811 | 3 947 | 4 655 | 4 479 | 3 319 |

|  |

### Communauté locale
En 1991, la communauté locale de Đurđevik comptait 5 772 habitants, répartis de la manière suivante :